# نجدة داشي
نجدة داشي (بالألبانية: Nexhat Daci) هو الرئيس المؤقت جمهورية كوسوفو بعد وفاة إبراهيم روجوفا من يناير 2006 حتى فبراير من العام نفسه، حين انتخب البرلمان الكوسوفي فاتمير سيديو رئيسًا.